# 日光御成道
日光御成道（にっこうおなりみち）とは、江戸時代に五街道と同様整備された脇往還の一つである。中山道の本郷追分を起点として北上し、岩淵宿、川口宿、鳩ヶ谷宿から岩槻宿を経て、幸手宿手前の上高野で日光街道に合流する脇街道である。

日光御成道が「幕府管掌の公道として正式に組込まれた時期は不明」。「天和2年（1682年）に御成道の宿場に組み入れられたことから、岩槻宿も天和2年頃には御成道筋の宿場に指定された」と考えられている。
将軍が日光社参の際に使用した街道であり、日光御成街道（にっこうおなりかいどう）とも呼ばれている。

## 沿革

### 背景
日光御成道は、中世以来の鎌倉街道中道（かまくらかいどう なかつみち）を前身とする。当時は奥州街道（おうしゅうかいどう）、奥大道（おくだいどう）と呼ばれていたという。江戸からは本郷台地上を北上し岩淵で荒川（当時は入間川）を渡った。
江戸時代に五街道の一つとして日光街道が整備された後も、その脇往還として整備され使われた。

### 将軍の日光社参専用道路
日光御成道は、江戸時代将軍の日光社参専用道路であった。
元和3年（1617年）4月、「徳川家康の遺骸が駿河（静岡県）の久能山から日光に移された時、2代将軍秀忠が同年4月12日江戸を出発して日光に向かった時が御成道の最初の通行」という。
寛永期（1624-1644年）以降、日光社参にこの道を利用するのが慣例となり将軍御成りの道ということで「日光御成道」と称され、道中奉行の支配下に置かれた。「御成道は中山道の本郷追分を起点として、岩淵宿・荒川・川口・鳩ヶ谷・大門・岩槻を経て、幸手で日光街道に合流する」およそ12里30丁（約43 km）の往還路であった。
将軍の日光社参は「岩淵 - 川口 - 鳩ヶ谷を経て岩槻城に入る道筋が定例となり、川口宿と幸手宿が昼食の場所にあてられるようになった」という。
大門宿は元禄13年（1700年）「岩槻藩領から幕府領に編成替えとなった際に宿場に認定され」本陣・問屋に会田平左衛門が任ぜられた。その他の本陣は「川口宿が永瀬文左衛門、鳩ヶ谷宿が船戸八郎右衛門、岩槻宿が斎藤斧七郎」に預けられた。

### 街道整備と日光社参
寛永13年（1636年）の日光東照宮の竣工、日光社参の制度化に伴い、将軍が日光東照宮へ社参する際に利用する街道に指定されると、日光御成道は幕府の道中奉行の管轄となり、五街道同様の管理を受けるようになった。
日光御成道は、江戸時代に整備された日光街道の脇往還であった。江戸時代初期には、この街道筋は岩槻を通ることから日光道中岩槻通りや岩槻道とも呼ばれていた。
徳川家康が日光に祀られ、歴代の将軍が社参が行われたのは、元和3年（1617年）二代目将軍徳川秀忠が最初となる。ただし、秀忠の最初の社参は日光街道を通っており、三代目将軍徳川家光のときに、将軍一行が通る特別な道路として整備されたものである。それまでは、細々とした日光街道の脇街道でしかなかったといわれる。「日光御成道」という名称が幕府の公式文書に記された例は、時代が下り天明5年（1785年）以降である。

## 街道筋
日光御成道は、日本橋から中山道（現・国道17号）を進んだ1里目の本郷追分（別称「駒込追分」）がその起点となる。なお将軍の御成では神田川を筋違門橋で渡り中山道へ入る。
本郷追分では、中山道が左へ分岐する。直進する日光御成道は岩淵宿と川口宿（両所は合宿）、鳩ヶ谷宿、大門宿、岩槻宿を過ぎて、幸手宿手前で日光街道（日光道中）に合流する。日光御成街道（にっこうおなりかいどう）とも呼ばれているが、将軍の一行はこの道では唯一、岩槻宿にのみ宿泊したので岩槻街道（いわつきかいどう）とも呼んでいた。
天保14年（1843年）には、五街道をはじめ「日光御成道」の宿村の調査が行われ、当時の様子は『日光御成道宿村大概帳』に示されている。
| 宿名     | 総戸数 （軒） | 人口（人） | 旅籠屋（軒） | 町並 （町–間） | 地子免（坪） | 支配所   |
| -------- | ------------- | ---------- | ------------ | -------------- | ------------ | -------- |
| 岩淵宿   | 229           | 1,251      | 3            | 03–31          | ナシ         | 幕府領   |
| 川口宿   | 295           | 1,406      | 10           | 13–57          | 10,000       | 幕府領   |
| 鳩ヶ谷宿 | 217           | 906        | 16           | 04–20          | 8,564        | 幕府領   |
| 大門宿   | 480           | 896        | 6            | 07–23          | ナシ         | 幕府領   |
| 岩槻宿   | 778           | 3,378      | 10           | 17–10          | 42,145       | 岩槻藩領 |

### 宿場
日光御成街道の宿場町を示す。通し番号付きが宿場であり、「何番の宿場（宿場町）」であるかを示す。江戸側が上り、日光（幸手）側が下りである。
| 宿場             | 江戸期の行政区分 | 江戸期の行政区分 | 現在の自治体 | 現在の自治体 | 現在の自治体 | 特記事項       |
| 宿場             | 令制国           | 郡               | 都道府県     | 市区町村     | 市区町村     | 特記事項       |
| ---------------- | ---------------- | ---------------- | ------------ | ------------ | ------------ | -------------- |
| 分岐点：本郷追分 | 武蔵国           | 豊島郡           | 東京都       | 文京区       | 文京区       | 中山道から分岐 |
| 1. 岩淵宿        | 武蔵国           | 豊島郡           | 東京都       | 北区         | 北区         |                |
| 2. 川口宿        | 武蔵国           | 足立郡           | 埼玉県       | 川口市       | 川口市       |                |
| 3. 鳩ヶ谷宿      | 武蔵国           | 足立郡           | 埼玉県       | 川口市       | 川口市       |                |
| 4. 大門宿        | 武蔵国           | 足立郡           | 埼玉県       | さいたま市   | 緑区         |                |
| 5. 岩槻宿        | 武蔵国           | 埼玉郡           | 埼玉県       | さいたま市   | 岩槻区       | 岩槻城下       |
| 6. 幸手宿        | 武蔵国           | 葛飾郡           | 埼玉県       | 幸手市       | 幸手市       | 日光街道と合流 |

### 一里塚
日光御成道の1里目の一里塚は東京都文京区の本郷追分、2里目の西ヶ原一里塚（国史跡）は東京都北区、3里目の稲付一里塚（現存せず）は東京都北区赤羽西2丁目にあった。また、11番目の下野田の一里塚（埼玉県指定文化財）が埼玉県白岡市にあり、街道両側に塚が残る。

## 史跡等

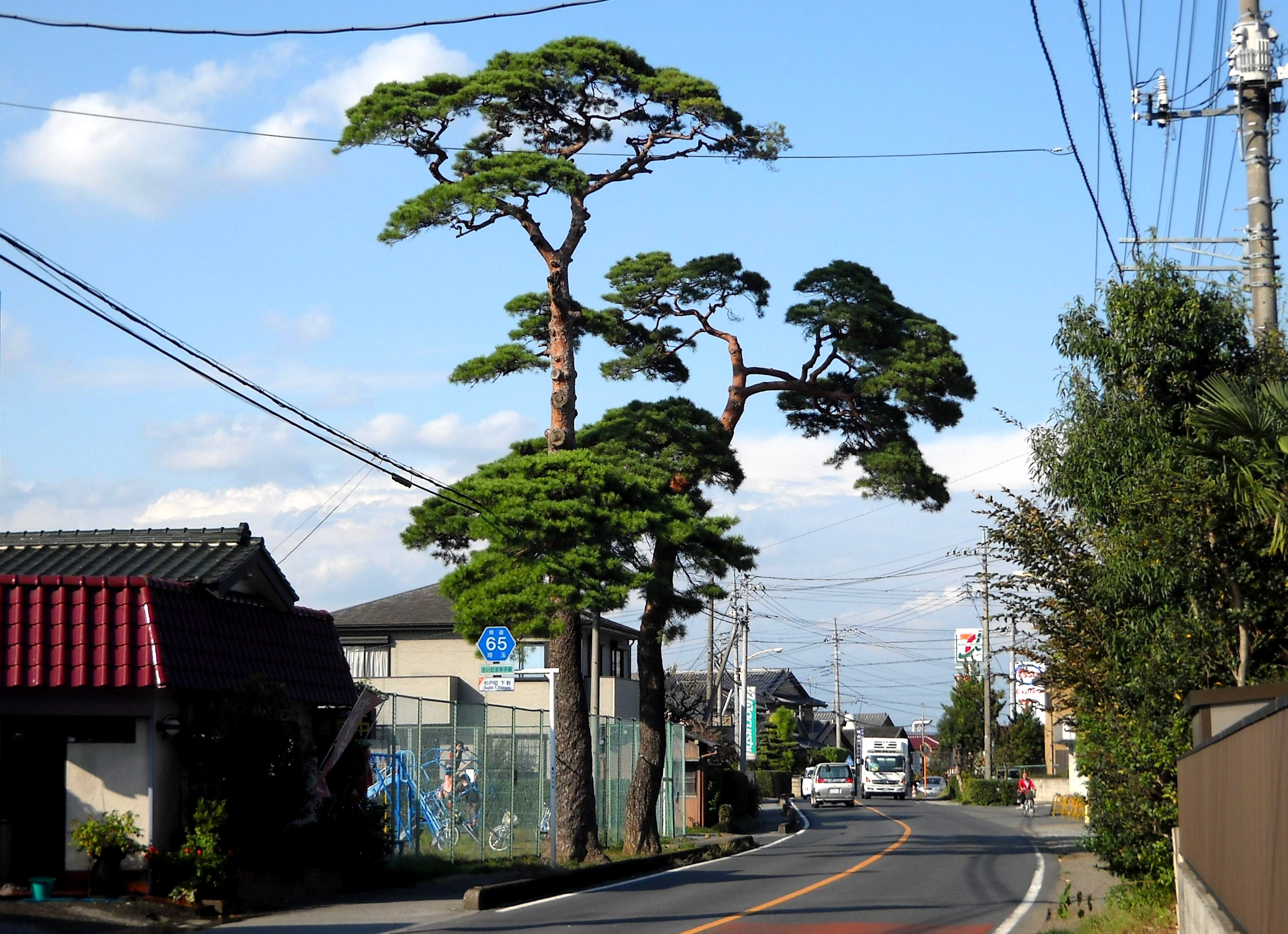
松並木の名残（北葛飾郡杉戸町）

- 西ヶ原一里塚 - 東京都北区西ケ原2丁目にある。日光御成道の2里目にあたるが、交通の円滑化を優先する撤去案が出ると渋沢栄一ほかは反対を唱えて塚に生えたエノキを保護し碑を建てた[注釈 5]。道路は南側の塚を挟んで整備し[18]、塚は1922年（大正11年）3月8日に国史跡の指定を受ける。東京都道455号本郷赤羽線（本郷通り）上の中央分離帯として保全している[19]。本郷通り参照。
- 赤門
- 下野田一里塚 - 埼玉県白岡市・埼玉県指定史跡）
- 下高野一里塚 - 埼玉県北葛飾郡杉戸町・同）
- 岩槻城 - 埼玉県さいたま市岩槻区太田）
- 杉並木 - 埼玉県さいたま市岩槻区から埼玉県白岡市にわたり江戸時代の名残が見られるが、立ち枯れしている樹木も多い。
- 松並木 - 埼玉県杉戸町に江戸時代の名残が見られるが、現存本数はごくわずかである。

## 現代
旧街道筋に当たる現代の路線は以下の通りである。そして、埼玉県道105号さいたま鳩ヶ谷線の一部区間の通称が「日光御成街道」、日光御成街道のバイパス（加倉（北）交差点以南）として整備された国道122号の一部区間の通称が、日光御成街道の別名である「岩槻街道」となっている（後述）。なお、道路拡幅・橋梁の設置等により経路変更があるため、旧街道筋と完全には一致しない。
- 日本橋（東京都中央区） - 国道17号（中央通り・通称なし・本郷通り） - 本郷追分
- 本郷追分（東京都文京区） - 東京都道455号本郷赤羽線（本郷通り） - 飛鳥山（東京都北区）
- 飛鳥山（東京都北区） - 国道122号（明治通り） - 音無橋（東京都北区）
- 音無橋（東京都北区） - 東京都道455号本郷赤羽線 - 中十条一丁目（東京都北区）
- 中十条一丁目（東京都北区） - 東京都道460号中十条赤羽線 - 赤羽一丁目（東京都北区）
- 赤羽一丁目（東京都北区） - 東京都道445号常盤台赤羽線 - 赤羽三丁目（東京都北区）
- 赤羽三丁目（東京都北区） - 国道122号（北本通り） - 新荒川大橋（東京都北区・埼玉県川口市）
- 新荒川大橋（東京都北区・埼玉県川口市） - 国道122号（岩槻街道） - 鳩ヶ谷変電所前（埼玉県川口市）
- 鳩ヶ谷変電所前（埼玉県川口市） - 埼玉県道105号さいたま鳩ヶ谷線 - （埼玉県さいたま市見沼区）
- （さいたま市見沼区内　一部市道）
- （さいたま市見沼区） - 埼玉県道65号さいたま幸手線 - 加倉北（埼玉県さいたま市岩槻区）
- 加倉（北）（さいたま市岩槻区） - 埼玉県道65号さいたま幸手線 - （埼玉県幸手市）

### 国道122号（岩槻街道）
現在、国道122号の埼玉県内のうち加倉（南）交差点以南の通称が、日光御成街道の別名である岩槻街道となっている（北緯35.93度、東経139.68度）。

#### 概要
起点：埼玉県さいたま市岩槻区加倉、加倉（南）交差点
終点：埼玉県川口市舟戸町、新荒川大橋東京都境
延長：約19.1km（所要時間：自動車で約36分）
起点から川口市の西新井宿交差点にかけて上下線の間を東北自動車道が通り、同高速道路の側道として機能しているほか、川口市の医療センター入口交差点（新井宿駅付近）付近から川口元郷駅交差点（川口元郷駅直上）付近にかけて埼玉高速鉄道線が道路の下を通っている。また、埼玉県の第一次特定緊急輸送道路に指定されている。

#### 接続する主な道路
左が下り線、右が上り線である（国道122号の起点は栃木県日光市だが、東京方面へ向かう車線を上り線としている）。
| 交差する道路                                   | 交差する道路                                  | 交差点名         | 所在地     | 所在地 |
| ---------------------------------------------- | --------------------------------------------- | ---------------- | ---------- | ------ |
| 国道122号 蓮田・桐生・日光方面                 |                                               |                  |            |        |
| 国道16号（岩槻春日部バイパス）                 | 国道16号（岩槻春日部バイパス）                | 加倉（南）       | さいたま市 | 岩槻区 |
| 埼玉県道214号新方須賀さいたま線                | 埼玉県道214号新方須賀さいたま線               | ※非接続          | さいたま市 | 緑区   |
| 国道463号（越谷浦和バイパス）                  |                                               |                  | さいたま市 | 緑区   |
| 埼玉県道105号さいたま鳩ヶ谷線（日光御成街道）  | 埼玉県道105号さいたま鳩ヶ谷線（日光御成街道） | 大門北           | さいたま市 | 緑区   |
| 国道463号（越谷街道）                          | 国道463号（越谷街道）                         | 大門             | さいたま市 | 緑区   |
| 南浦和越谷線                                   | 南浦和越谷線                                  | ※側道            | 川口市     | 川口市 |
| 埼玉県道103号吉場安行東京線（安行街道）        | 埼玉県道103号吉場安行東京線（安行街道）       | 石神             | 川口市     | 川口市 |
| 国道298号（外環）                              | 国道298号（外環）                             | 西新井宿         | 川口市     | 川口市 |
| 埼玉県道111号蕨桜町線                          | 埼玉県道111号蕨桜町線                         | 鳩ヶ谷武道場入口 | 川口市     | 川口市 |
| 埼玉県道34号さいたま草加線                     |                                               |                  | 川口市     | 川口市 |
|                                                | 埼玉県道105号さいたま鳩ヶ谷線（日光御成街道） | 鳩ヶ谷変電所前   | 川口市     | 川口市 |
| 埼玉県道89号川口停車場線（産業道路）           |                                               | 本町ロータリー   | 川口市     | 川口市 |
| 国道122号（北本通り） 岩淵町・王子・西巣鴨方面 |                                               |                  |            |        |

#### 交差する鉄道・河川
- 武蔵野線（東浦和駅 - 東川口駅間）
- 埼玉高速鉄道線（赤羽岩淵駅 - 川口元郷駅間）

河川
- 綾瀬川（上戸井橋）
- 荒川（新荒川大橋）
- 芝川（上の橋）
- 新芝川（鳩ヶ谷大橋）

#### 沿線の主な施設
各項目内は50音順。
インフラ
- 岩槻IC
- 浦和IC
- 浦和本線料金所
- 川口JCT
- 武南警察署
- 川口市立里小学校
- 川口市立南中学校
- 川口パブリックゴルフ場
- 埼玉スタジアム2002

鉄道関係
- 川口元郷駅
- 鳩ヶ谷駅
- 南鳩ヶ谷駅

### イベント
旧鳩ヶ谷宿を中心とした鳩ヶ谷市は、2011年（平成23年）10月に川口市と合併して消滅した。その翌年、2012年（平成24年）11月に、市域を日光御成道が通っていた川口市は、「川口宿 鳩ヶ谷宿 日光御成道まつり」の第1回を開催し、旧川口宿付近と旧鳩ヶ谷宿付近の2会場で大名行列の再現などが行われた。以降第2回が2014年（平成26年）11月、「秋絵巻」が2016年（平成28年）10月、第3回が2018年（平成30年）11月に開催された。2022年（令和4年）1月17日よりYouTubeにて映画「ロード・オブ・ONARI」が公開されたが、令和以降の開催はない。